# Koninklijk Atheneum Berchem
Het Koninklijk Atheneum Berchem (kortweg KAB) is een middelbare school in Berchem, een district van de Belgische stad Antwerpen. Het is een school van GO! onderwijs van de Vlaamse Gemeenschap, het net van het Gemeenschapsonderwijs. KAB biedt studierichtingen aan met domeinoverschrijdende doorstroomfinaliteit zoals klassieke talen, moderne talen, humane wetenschappen, natuurwetenschappen en economie.

## Schoolgebouw
Het gebouw van deze school, in de stijl van de nieuwe zakelijkheid, werd ontworpen door John Van Beurden en Jean Pots. De bouw werd gestart in 1935 en werd voltooid in 1936. De sporthal van de school is gelegen aan de overzijde van de Uitbreidingstraat. Op de campus van de school is ook een kleuter- en lagere Freinetschool gevestigd, De kRing genaamd, waarmee wordt samengewerkt.

## Oud-leerlingen
- Walter Thys (Antwerpen, 1924 - Gent, 2015), afgestudeerd in 1942. Belgisch-Frans Neerlandicus en 'Vlaams medewerker' aan het Woordenboek der Nederlandsche Taal in de Universiteitsbibliotheek Leiden.
- Raymond De Belser, pseudoniem Ward Ruyslinck (Berchem, 1929 - Meise, 2014), afgestudeerd in 1948. Vlaams auteur van o.m. 'De ontaarde slapers', 'Wierook en tranen' en 'Het reservaat'.
- Dirk Sterckx (Herent, 1946), afgestudeerd in 1964. Belgisch journalist, was eindredacteur bij VRT-nieuws en politicus voor Open VLD (o.m. Europarlementslid).
- Frank van Dun (Antwerpen, 1947), afgestudeerd in 1965. Vlaams rechtsfilosoof, was verbonden aan de Universiteiten van Gent en Maastricht.
- Marc Descheemaecker (Mortsel, 1955), afgestudeerd in 1973. Belgisch bedrijfsleider, was afgevaardigd bestuurder van de NMBS, voorzitter van de raad van bestuur van Brussels Airport, voorzitter van de raad van bestuur van De Lijn en nu voorzitter van Lantis.
- Güler Turan (Gent, 1975). Belgische advocate en politicus voor Vooruit, was schepen in Antwerpen, Vlaams parlementslid en senator.
- Dave Sinardet (Antwerpen, 1975), afgestudeerd in 1993. Politicoloog en columnist, professor aan de VUB en de Université Saint-Louis Bruxelles.
- Wannes Cré, Mattias Cré, Jorg Strecker, Peter Hasaerts, muzikanten van de Antwerpse groep In-kata.
- Sabine Appelmans (Aalst, 1972). Belgische tennisspeelster, nam drie keer deel aan de Olympische Spelen. In 1990 en 1991 werd Appelmans verkozen tot sportvrouw van het jaar in België.
- Tim Mielants (Mortsel, 1979). Afgestudeerd in 1999. Belgisch tv- en filmregisseur, bekend van films als De Patrick uit 2019 en WIL uit 2023. Winnaar van de Ultima-prijs voor Film en Visuele Media in 2025.
- Raymond van het Groenewoud: (Schaarbeek, 1950). Belgische zanger, gitarist en pianist. Staat vooral bekend voor hits als 'Meisjes', 'Vlaanderen boven, 'Chachacha' en 'Twee meisjes'. Ontving talloze awards (o.a. Lifetime Achievement van de MIA's).
- Victor Campenaerts (Hoboken, 1991), afgestudeerd in 2008. Belgisch profwielrenner. Werd Europees en Belgisch kampioen tijdrijden. Won een etappe in de Giro en hield het werelduurrecord tussen 2019 en 2022.
- Robin Pront (Antwerpen, 1986), afgestudeerd in 2005. Belgisch tv- en filmregisseur, bekend van de films 'D'Ardennen' uit 2015 en 'Zillion' uit 2022. Regisseerde ook de tv-reeks 'De bende van Jan de Lichte' (VTM).
- Amir Bachrouri (Rotterdam,  2002), afgestudeerd in 2020. Voorzitter van de Vlaamse Jeugdraad van 2021 tot 2023. Columnist bij Knack.

## Serie wtFock
De internetserie WtFOCK, een remake op de Noorse serie SKAM, speelt zich voor een deel af op het Koninklijk Atheneum van Berchem. De serie duurde liefst 5 seizoenen en was meteen een groot succes bij het jonge publiek, vanaf de eerste aflevering (1 oktober 2018) tot de allerlaatste (25 juni 2021). De Vlaamse dramaserie vertelt het tienerleven van een groep Antwerpse jongeren, leerlingen van het KAB. De verhalen zijn herkenbaar voor middelbare scholieren. 
De hoofdrollen worden gespeeld door Veerle Dejaeger (Zoë), Willem Herbots (Robbe), Nora Dari (Yasmina), Nathan Naenen (Senne), Nathan Bouts (Jens), Nona Janssens (Amber), Femke Van der Steen (Jana), Noa Tambwe Kabati (Mojo), Aaron Roggeman (Aaron) en Yara Veyt (Luca).